# Urbanizáció

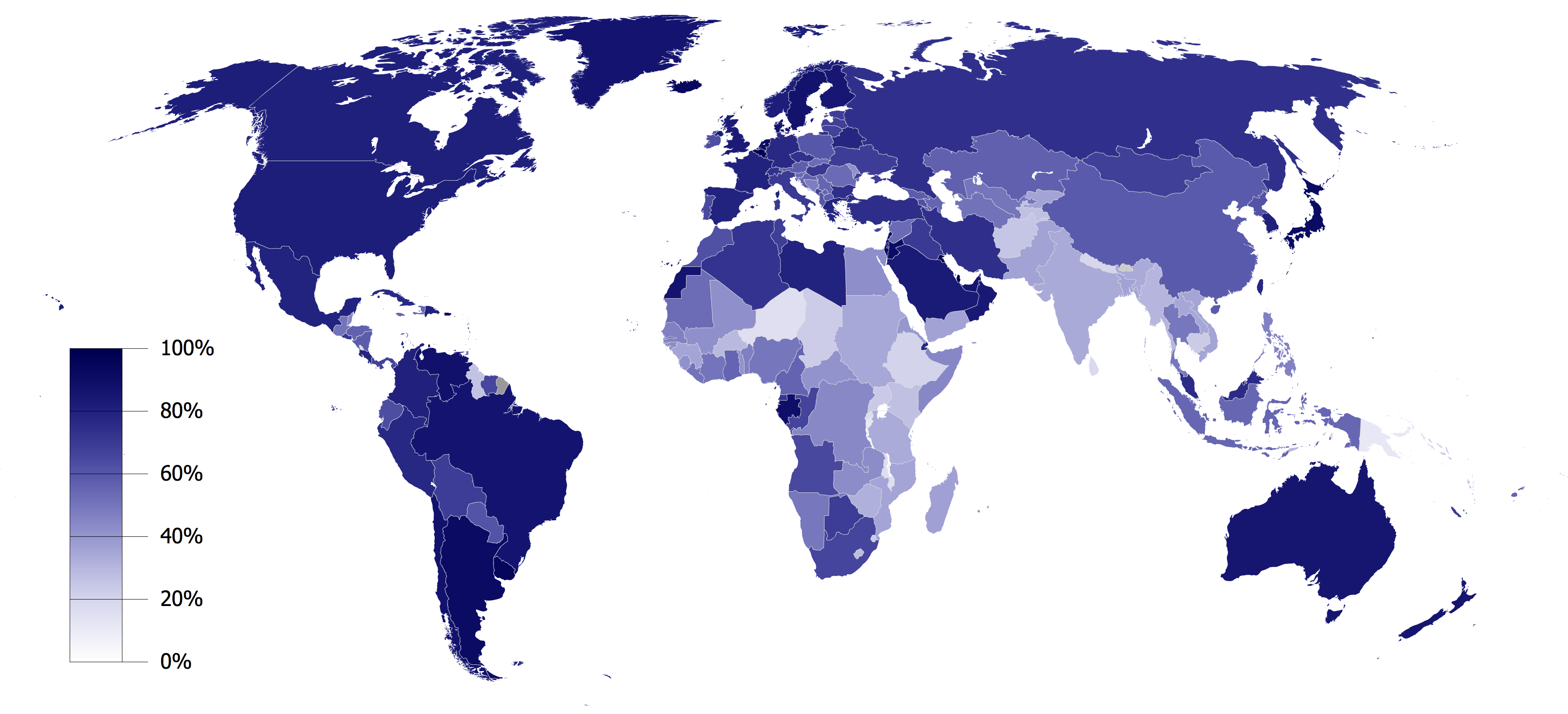
Az urbanizált népesség aránya országonként 2018-ban

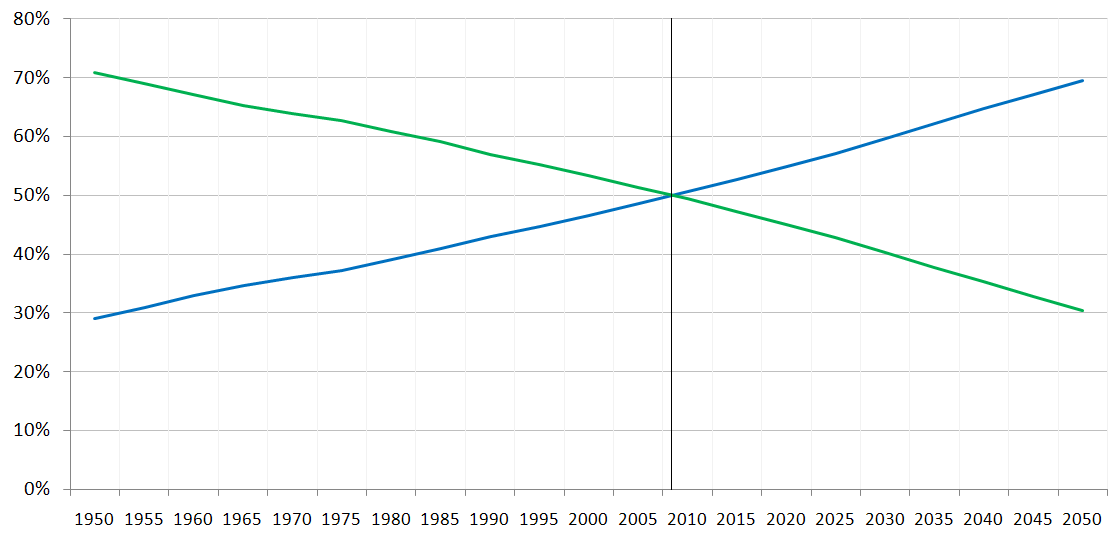
A városi és vidéki lakosság arányának változása 1950 és 2050 között

Urbanizáció, mint folyamat (a latin urbs, a.m. város szóból) alatt az emberi települések kialakulását (és fejlődését), sűrűsödését és növekedését értjük. Ez a folyamat napjainkban egyre gyorsabban és nagyobb mértékben történik.
Az urbanizációs folyamat fogalma két különböző – bár összefüggő – összetevőt takar:
- Városodás: a városként deklarált települések sokasodása, kiterjedése vagy növekedése darabszám, terület vagy lakosságszám szerint abszolút mértékben, illetve a vidéki népességhez vagy a nem városi településekhez viszonyítva. (mennyiségi változás)
- Városiasodás: a települések belső minőségi változása, infrastruktúrális ellátottság, életmód, szerveződés, gazdasági tevékenységek vagy viselkedésmód kialakulása és/vagy megerősödése (minőségi változás).

Enyedi György szerint a „szolgáltatási társadalomban” a technika lehetővé teszi a munkahelyek nagyfokú decentralizációját, emellett tökéletesedik a közlekedés, és a távközlés, és ezek hatására a lakosság kisebb településeken fog szétszóródni, mert élvezheti a nagyvárosok előnyeit, de ugyanakkor elkerülheti hátrányait is.

## A fogalom történeti előzményei
A társadalmi fejlődéssel együtt járó, településekben (városokban) végbemenő, méretekben egyre növekvő nagyságú emberi csoportosulások (tömörülések) előrehaladtához számtalan biológiai, élettani és szociális stb. konfliktus megjelenése társult. Ennek szemléletes példái Bábel tornyától az utópisták által megreformálni szándékozott közép- és újkori városokig, Utópiáig, a Falanszterig ismertek. Az ipari társadalom kialakulásával a problémák tűrhetetlenségig fokozódtak, melyekre a települések célszerű - de alapvetően technikai (ideális város-tervek) -, valamint a társadalom átszervezésével keresték a kiutat. Mint általában lenni szokott, nagy társadalmi megrázkódtatásnak kellett azonban bekövetkezni ahhoz, hogy e törekvések a megvalósítás irányába mozduljanak.
A huszadik században e megrázkódtatás egyszerre megkétszereződött, és mindegyike meghatározó jelentőségű társadalmi aktivizálódást váltott ki. Az első: az I. világháborút követően végigsöprő forradalmak szociális követelményei (élet-, lakó- és munkakörülmények), majd: a II. világháború során tönkretett települések - elsősorban "városok" - újjá- és korszerűvé építési, bővítési igénye. Mint lenni szokott - a korábbi ideák és elméletek ellenére -, a katasztrófák szakmai és elméleti oldalról felkészületlenül érték a településpolitikai, igazgatási és építési szakterületeket. (Életrajzában Pierre Vago, mint a korszak beavatkozás-orientált építész résztvevője, szemléletes képet rajzol a modern urbanisztika kialakulásának eme korszakáról).

## Városodás és városiasodás

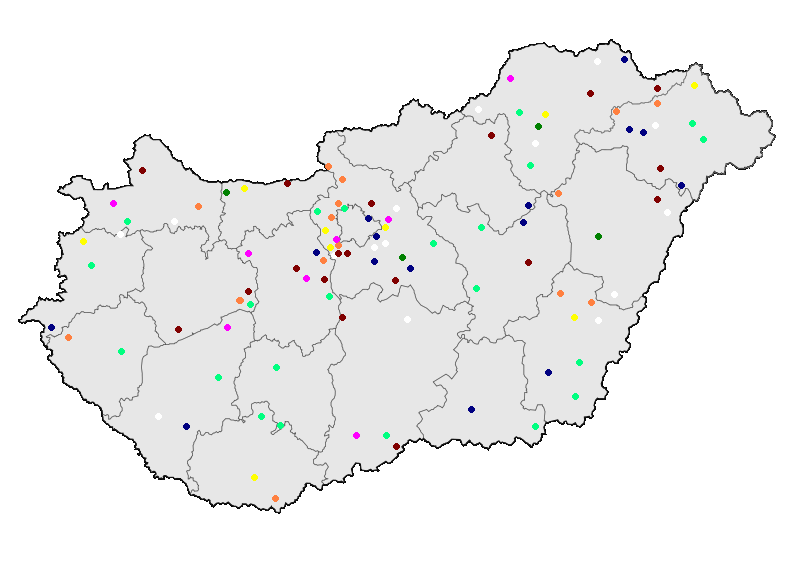
Magyar várossá nyilvánítások 2000 és 2009 között

Az urbanizáció két egymással párhuzamosan zajló folyamata a városodás és városiasodás.

### Városodás jellemzői
A városodás egy népességstatisztikai, pontosabban népességtömörülési folyamat, a városok és városlakók számának növekedését jelenti. A városok (hivatalos, "statisztikai") számát alapvetően két tényező befolyásolja: a statisztikai (vagy hivatalos) városfogalom (vagyis jogilag az adott ország (hatalom) milyen feltételeket szab a várossá nyilvánításhoz), valamint hogy a társadalmi-gazdasági fejlettség, a történelmi tényezők, a természet- és közlekedésföldrajzi viszonyok milyen népességtömörülési formát igényelnek.
E második tényezőre példa, ahogyan a gazdaságilag fejlett országokban az ipari forradalom a népesség városokba áramlását eredményezte, ezért az ilyen területeken a városodás felgyorsult, így egy sűrű és jól fejlett városhálózat alakult ki. Ahol az ipari forradalom csak megkésve jelentkezett, a városodás is később alakult ki, sőt jellegzetes új formációkat is eredményezett (suburb, alvó-, bolygóváros stb). így ezen országok a városodottság folyamatában el is maradhatnak, eredményükben eltérhetnek a korábban urbanizálódott országoktól.
A természetföldrajzi viszonyok közül a domborzati és a vízrajzi adottságok vannak leginkább hatással egy ország városodottságára. A hegyvidéki területek nem kedveznek a városok, nagyobb népességtömörülések létrejöttének, ezzel szemben a síkvidékeken és a tengerparton népességtömörülési gócok alakulhatnak ki.
Magyarországon 2015-ben a népesség 71 százaléka volt városlakó. 2050-re ez az arány már 82 százalék is lehet. 2050-ben Norvégia lakosságának 87,2 százaléka, Svédország lakosságának 90,3 százaléka, míg az Egyesült Királyság lakosságának 88,6 százaléka lehet városlakó.

### Városiasodás jellemzői
A városiasodás a településeknek egy belső, minőségi változása, fejlődése. Ennek során a vidéki településekben is megjelennek a városi minőségi jegyek (infrastruktúra, utak, szolgáltatások, közművek), így a város és falu közötti életminőségi különbségek elhalványulnak. Ennek során a városi életmód és magatartásforma is széles körben változik.

## Az urbanizáció szakaszai
Az urbanizáció alapvetően négy szakaszra osztható. A folyamat a városrobbanással kezdődik, ezt követi a szuburbanizáció, a dezurbanizáció, majd a reurbanizáció.

### Városrobbanás, agglomerálódás

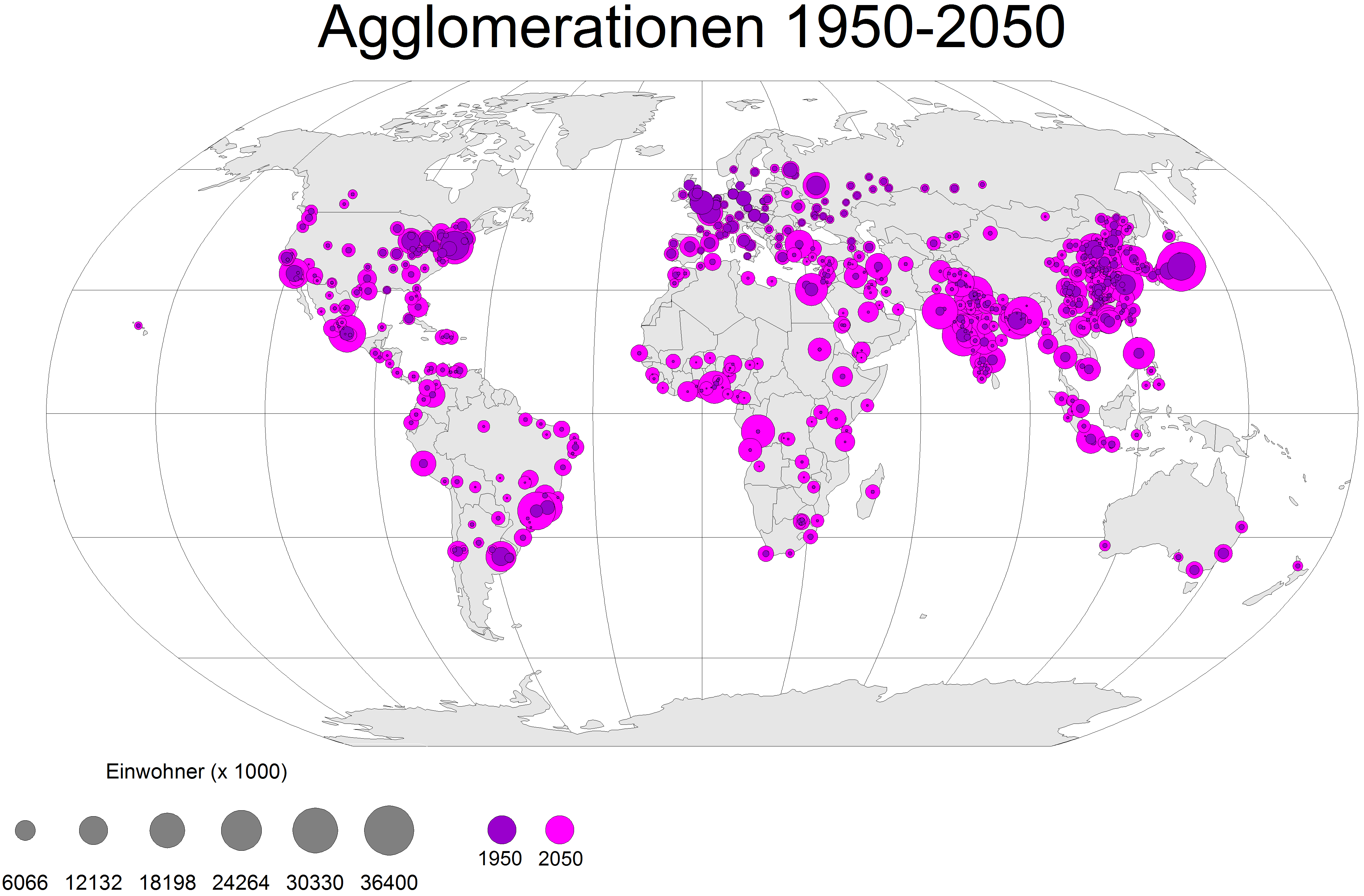
A városi agglomerációk várható változása 1950 és 2050 között

Az ipari forradalom hatására kezdődött meg a városok és a körülöttük lévő agglomeráció növekedése. Jellemzője, hogy a népesség a falvakból a városokba vándorol, így erőteljes térbeli koncentráció alakul ki. A világ országaiban eltérő időpontban kezdődött meg az ipari forradalom, így a modern urbanizáció első szakasza is időben változó módon jelentkezett. Anglia már a 18. században eljutott ebbe a stádiumba, Magyarországon az 1870-es, 1880-as évtizedeiben bontakozik ki, míg a fejlődő országokban csak jelentős késéssel a 20. század közepén. Erre a szakaszra a munkahelyek és lakóhelyek térbeli koncentrációja jellemző.
A városrobbanásnak, a gyors városnövekedésnek manapság a harmadik világ a színtere. Itt a városi népességnövekedés négyszer gyorsabb, mint a fejlett országokban. A mezőgazdaságból élő vidéki lakosság tömegesen keres menedéket a városokban, ám ott nem találhatunk elég munkahelyet, megfelelő ellátási viszonyokat számukra. Jellemző még, hogy a városba költöző bevándorlók megőrzik falusi szokásaikat (például a magas népességszaporodást), ami a nagyvárosok problémáit tovább fokozza.

### Szuburbanizáció

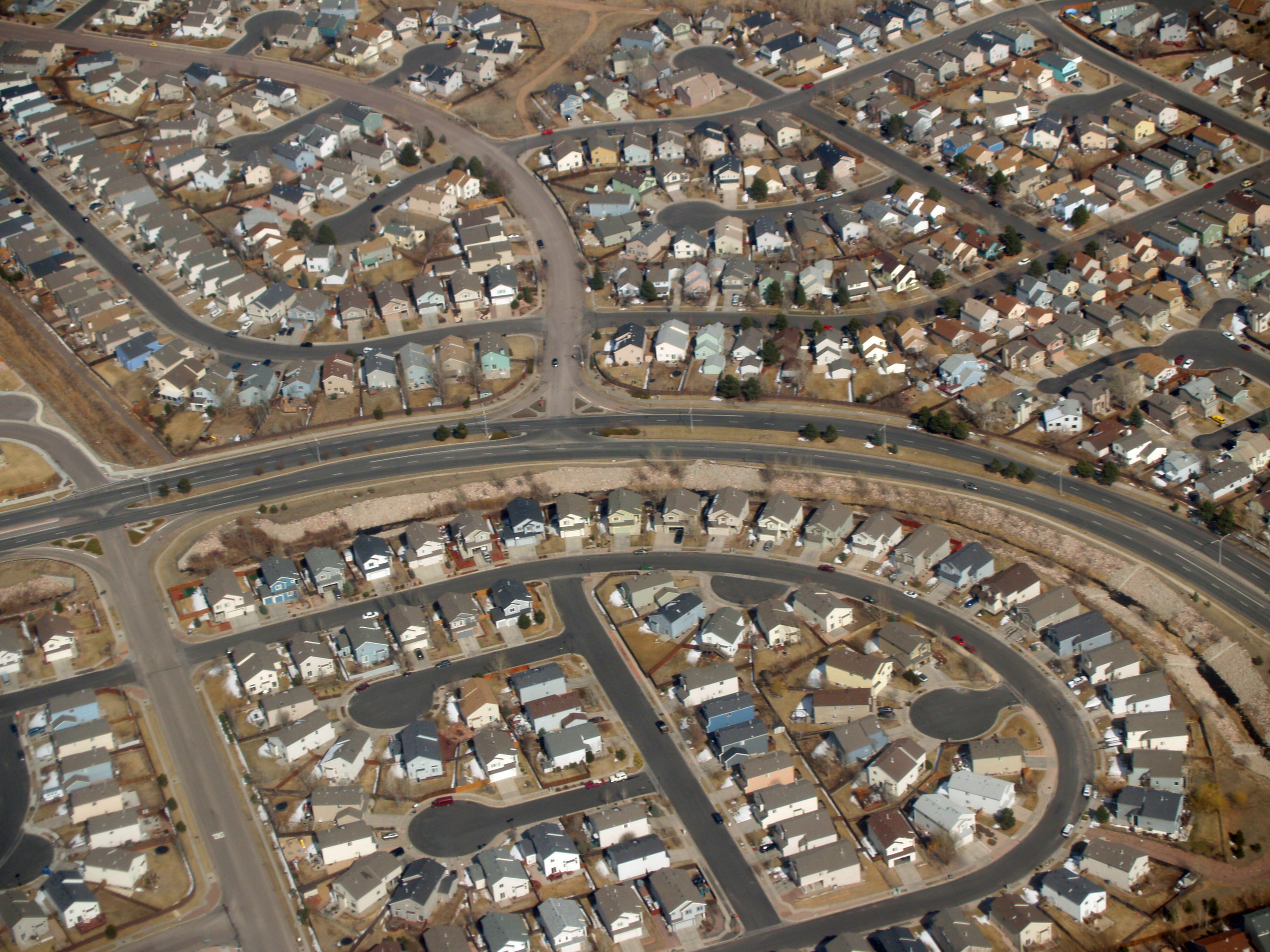
Szuburbanizáció Colorado Springs városában

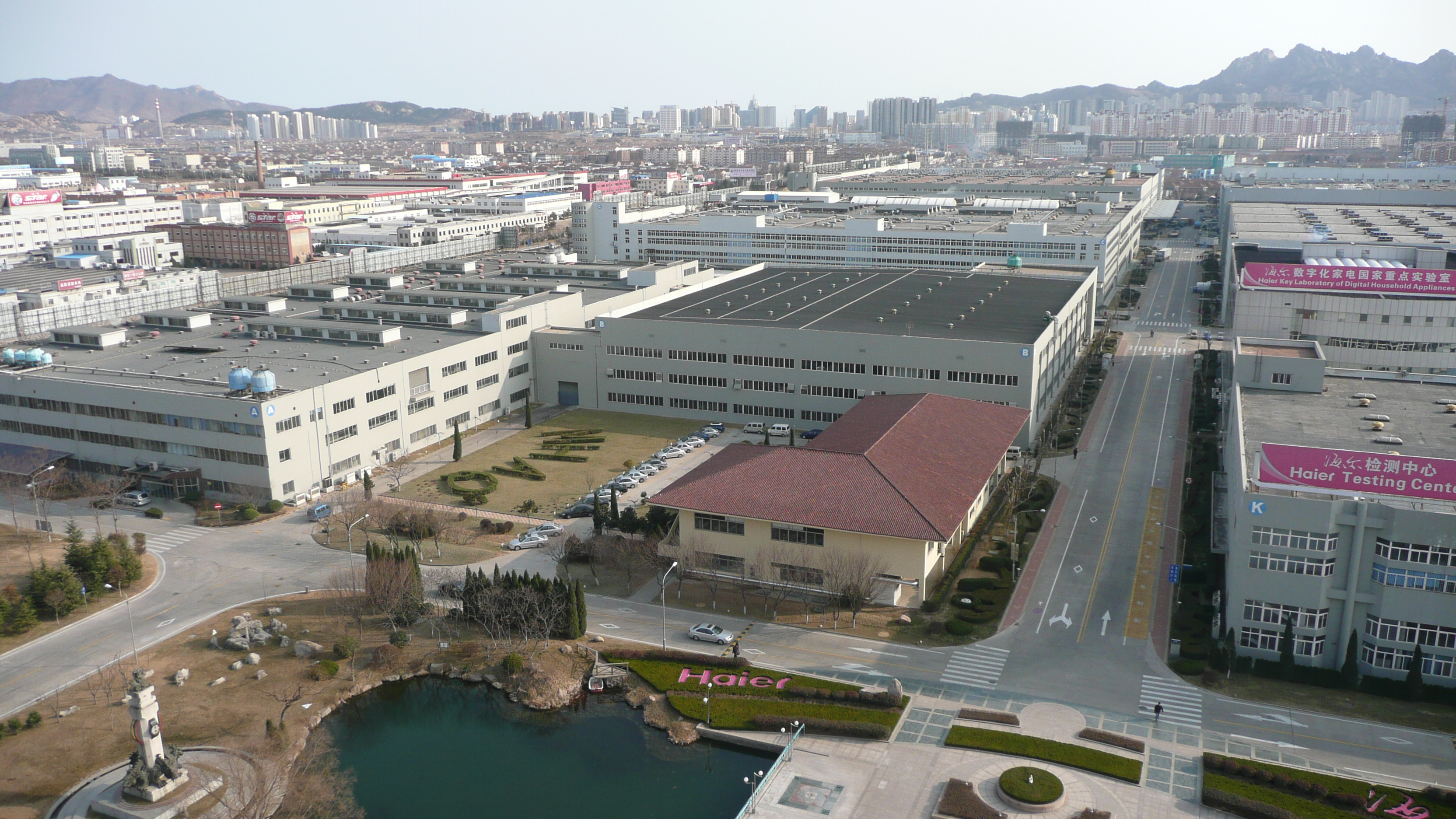
Ipari park Qingdaóban

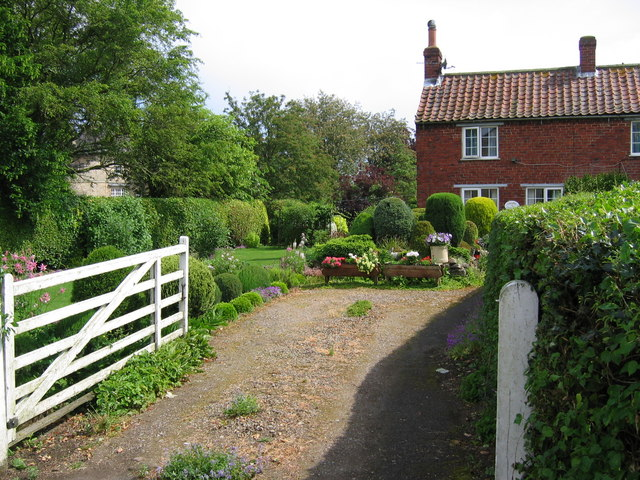
Újra divatba jövő vidéki életforma

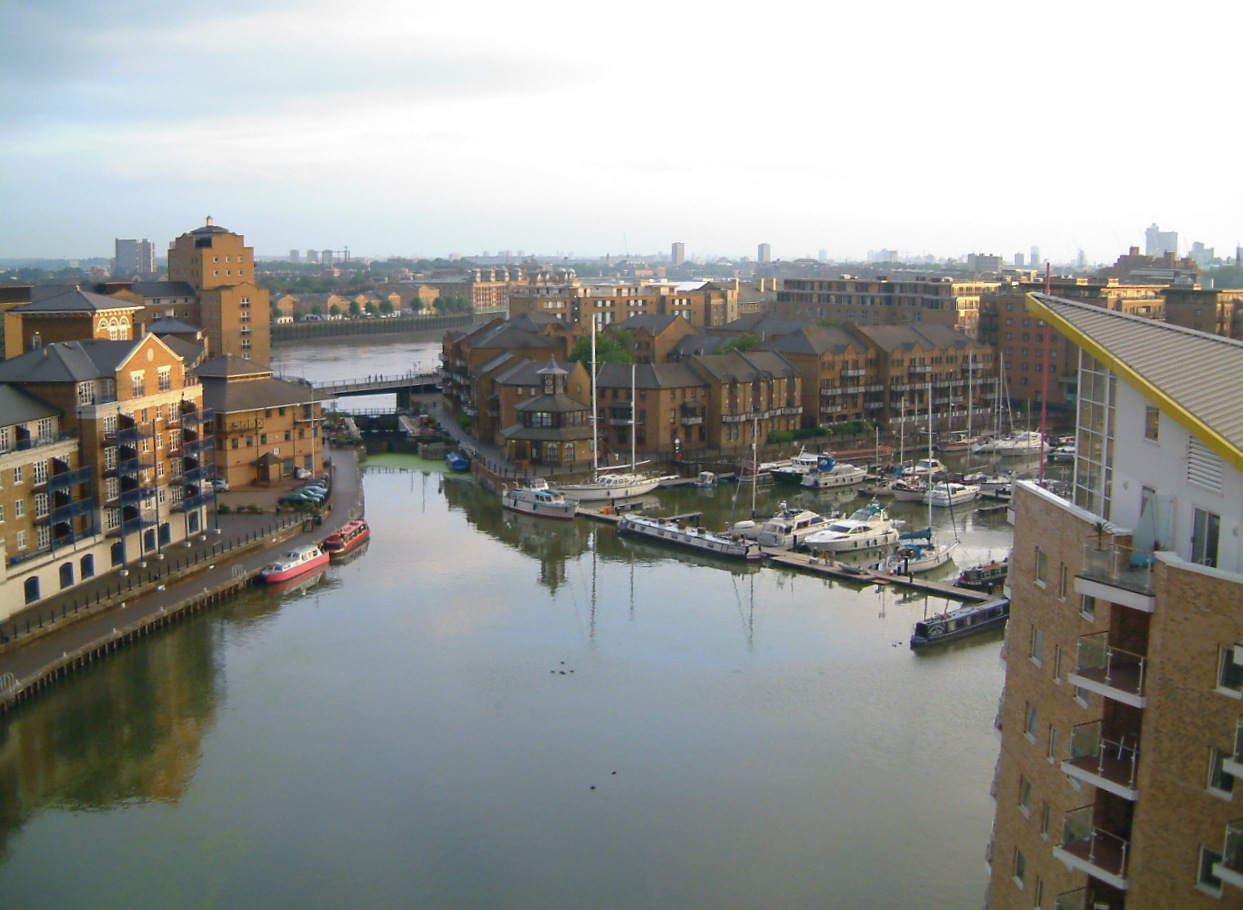
Régi iparterület felújítás után Londonban

A szuburbanizáció során a városnövekedés lefékeződik, a nagyvárosok központjaiban helyenként már csökken a népesség, viszont az elővárosok gyorsan fejlődnek. Ezen szakaszon belül elkülöníthetjük a népesség szuburbanizációját, ipari szuburbanizációt és a szolgáltató szektor szuburbanizációját.

#### A népesség szuburbanizációja
Ez a folyamat először az Amerikai Egyesült Államokban jelentkezett az 1930-as években, Európában a második világháború után lett általános. A népesség kiáramlik a városokból, ennek fő oka, hogy a nagyvárosok élhetetlenek lettek, épületállományuk leromlott, lakáspiaci helyzete leértékelődött. A zaj, szennyezés, zsúfoltság és bűnözés fokozódott a nagyvárosokban, ezért a családok tömegével hagyták el a belső városrészeket. Helyükön slumnegyedek, gettósodó területek jöttek létre. A folyamatot a közlekedési infrastruktúra fejlődése kísérte, megépültek a nagy elővárosi vasutak, széles főútvonalak, autópályák, terjedt a motorizáció. A szuburbanizáció következményeként új alvótelepülések jönnek létre. A népesség szuburbanizációjára példa Budapest jelenlegi helyzete. A város népessége egyre csökken, viszont külvárosai és a környező települések hatalmas fejlődésen mennek keresztül, igaz Budapest az elöregedés miatt is lesz egyre kevesebb lakos otthona.

#### Az ipar szuburbanizációja
Az ipar szuburbanizációja az 1970-es, 1980-as években jelentkezett a fejlett országokban. Az ipari termelés súlypontja is az agglomerációba helyeződött át. Így a nagyvárosok területén csökken az ipari munkahelyek száma, az agglomerációban növekszik. Jellemző, hogy a magas színvonalú tevékenységek a városban maradnak, a termelő egységek pedig kivonulnak az elővárosokba.
Az ipari szuburbanizáció főbb okai:
- a régi telephely kicsinek bizonyul
- a városon belül megnövekszik a tercier funkciók szerepe
- a telekárak növekednek
- belső területek zsúfoltsága, állandó közlekedési dugók, nehéz szállítás
- a telekommunikáció fejlődésével lehetővé válik, hogy az irányítási, termelésszervezési funkciók a térben eltávolodjanak egymástól

#### Szolgáltató szektor szuburbanizációja
A szolgáltató szektor szuburbanizációja csak az utóbbi egy-két évtizedben jelentkezett. Elsősorban a nagy térigényű szolgáltatási tevékenységek (raktározás, nagykereskedelem, bevásárlóközpontok), költöznek ki a város peremére, ipari parkokba.

### Dezurbanizáció
A dezurbanizáció során a városnövekedés megáll, a falusi népesség száma és aránya nőni kezd. 1970-től kezdődik meg a folyamat, főképp az USA keleti partvidékén, Dániában, Belgiumban, Németországban és Angliában.
A dezurbanizáció okai:
- új közlekedési és kommunikáció technológiák jelennek meg, elterjed a távmunka
- megszűnnek a munkahelyek a hagyományos ipari központokban, az új munkahelyek többsége viszont már a vidéken, vagy az agglomerációban jön létre
- a falusi térségekben olcsóbb a helyi munkaerő, nincsenek szakszervezetek, jobb a környezet minősége is
- divatba jön ismét a vidéki életforma

### Reurbanizáció
A reurbanizáció során a nagyvárosi régiók népességszám csökkenése megáll, a központi városmag egyes részein ismét népességnövekedés következik. Az 1980-as évektől figyeltek fel erre a jelenségre. Oka, hogy a régi, rossz állapotban lévő belvárosi lakónegyedeket folyamatosan felújítják és korszerűsítik városrevitalizációval. Ennek során a történelmi városmag épületeit modernizálják, a lakókörnyezet luxusszínvonalon újul meg. Mindez a belvárosok újbóli felértékelődését vonja maga után. Így a fiatal értelmiségi réteg tagjai visszaköltöznek a helyreállított belső városrészekbe.

## Szakirodalom
- Pierre Vago: PIERRE VAGO Egy mozgalmas élet - Bp. Holnap K. 2002. - ISBN 963-346-545-1
- Lewis Mumford: A város a történelemben
- Szerk. (KSH Területi Stat. Főoszt.): Térgazdasági és területi statisztikai fogalmak (p. 92) - Bp. 1972. KSH - Nyomdaüzemi szám: 079972.
- Kiss Tamás: Gondolatok a településről, fejlődéséről, fejlesztéséről (p. 23-36.) - Comitatus, 1995.aug-szept. - HU ISSN 1215-305X
- Wolf Schneider: Városok Urtól Utópiáig - Bp. 1973. Gondolat K. - Egyetemi Nyomda sz.: 73/770.
- Granasztói Pál: Építészet, városépítés, társadalom - Akadémiai K. Bp.1982 - ISBN 963-05-2964-5
- Vidor F.: Urbanisztika - Bp. Gondolat K. 1979.
- Kiss Tamás: Településeink múltából jövő felé előadás - (MTA VEAB konf. 1990.nov.06. megj.: MTA VEAB: A Dunántúl Településtörténete IX. kötetben - ISBN 963-01-0441-5

Szakcikkek:
- Mladenov, Chavdar - Ilieva, Margarita - Ilieva, Nadezhda - Kazakov, Boris: Urbanizáció Bulgáriában, Tér és társadalom, 2010. (24. évf.) 4. sz. 285. old.
- Németh Sándor: Mintha-városból mintavárost! A magyar urbanizáció mennyiségi útja és minőségi átmenete, Területi statisztika, 2009. (12.(49.) évf.) 1. sz. 8. old.
- Tóthmérész Béla - Magura Tibor: Az urbanizáció hatása a talajfaunára: Hipotézisek és nemzetközi kitekintés, Természetvédelmi közlemények, 2009. 15. köt. 13-22. old.
- Kovács Zoltán: Urbanizáció és átalakuló városhálózat Kelet-Közép-Európában, Közép-Európai közlemények, 2009. (2. évf.) 4-5. (6-7) sz. 175-182. old.
- Horváth M. Tamás: Urbanizáció-igazgatás és pénzügyi föderalizmus, Tér és társadalom, 2008. (22. évf.) 1. sz. 125. old.
- Kovács Tibor: Az urbanizáció másik arca: a zsugorodó város problematikája, Falu Város Régió, 2008. 2. sz. 57-61. old.
- Ricz Judit: Urbanizáció a fejlődő országokban : trendek, dimenziók és kihívások, Tér és társadalom, 2007. (21. évf.) 3. sz. 167. old.
- Kapitány Ágnes - Kapitány Gábor: Globalizáció, individualizáció, modernizáció, urbanizáció és lakásmód Magyarországon, Társadalomkutatás: a Magyar Tudományos Akadémia Gazdaság- és Jogtudományok Osztályának folyóirata, 2005. (23. köt.) 1. sz. 91-111. old.
- Szabó Edit: A pannoniai városok igazgatása. Urbanizáció, önkormányzat és városi elit a Kr. u. 1-3. században, Ókortudományi értesítő, 2004. (8. évf.) 13. sz. 22-30. old.
- Tózsa István: A "káros" urbanizáció, Tér és társadalom, 2002. (16. évf.) 1. sz. 1. old.
- Kovács Zoltán: Az urbanizáció jellemzői Kelet-Közép-Európában a posztszocialista átmenet idején, Földrajzi közlemények, 2002. (126. (50.) köt.) 1-4. sz. 57-77. old.
- Hanák Péter: Polgárosodás és urbanizáció : Bécs és Budapest városfejlődése a 19. században, Budapesti negyed : lap a városról, 1998. (6. évf.) 4. (22.) sz. 61-110. old.
- Lackó László: A századvégi urbanizáció fontosabb jellemzői, Magyar tudomány, 1997. (42. (104.) köt.) 3. sz. 278-295. old.
- Szigeti Ernő: Urbanizáció, városhálózat, várossá nyilvánítás, Területi statisztika, 1997. (1.(38.) évf.) Klnsz. 66. old.
- Gyáni Gábor: Urbanizáció Budapest árnyékában, Rubicon, 1993. (4. évf.) 8-9. sz. 48-52. old.
- Enyedi György: Urbanizáció Kelet-Közép-Európában, Magyar tudomány, 1992. (37. (99.) köt.) 6. sz. 685-693. old.
- R. Lawton (szerk.): Nagyvárosok fejlődése és hanyatlása az urbanizáció aspektusai a nyugati világban, Tér és társadalom, 1990. (4. évf.) 3-4. sz. 201. old.
- Barta Barnabás: Gondolatok az urbanizáció és a társadalmi folyamatok kölcsönhatásáról, 1949-1980, Állam és igazgatás, 1988. (38. évf.) 6. sz. 503-520. old.
- Hörcher Ferencné: Az urbanizáció általános tendenciáinak hazai érvényesülése, Településtudományi közlemények, 1985. (29. évf.) 33. sz. 91-107. old.
- Ledent, J.: Comparative dynamics of three demographic models of urbanization. (Az urbanizáció három demográfiai modelljének komparatív dinamikája.) - ILASA Reports. 1980. No. 1. 241-279. p., Demográfia, 1983. (26. évf.) 2-3. sz. 473-474. oldal